# United Grain Growers
L' Union des Producteurs de Grain, ou UGG, a été l'une des plus importantes Coopératives céréalières au Canada pour le stockage de céréales et de distribution qui a opéré entre 1917 et 2001.

## L'histoire
En 1917, la Grain Growers' Grain Company (GGGC) a fusionné avec la Coopérative de silos des agriculteurs de l'Alberta, fondée en 1913, pour former l'United Grain Growers (UGG), qui a fourni la commercialisation des céréales, la manutention et l'offre groupée de céréales.
UGG a été active dans la vente des céréales, des intrants agricoles et dans l'élevage pour les services de production. En 2001, UGG fusionné avec Agricore pour forme d'Agricore United, via un contrat négocié par Archer Daniels Midland, qui a acquis une majorité des parts dans la nouvelle société.